# ليديباسفير
ليديباسفير هو دواء طورته غيلياد ساينسز ويستخدم في علاج التهاب الكبد الفيروسي ج. حصل على ترخيص إدارة الغذاء والدواء الأمريكية في 10 أكتوبر 2014 مع سوفوسبوفير في قرص مركب يحمل اسم هارفوني لعلاج النمط الأول من التهاب الكبد الفيروسي ج. تستخدم هذه التوليفة الدوائية بدون الحاجة لريبافيرين أو بيغنتيرفيرون (ألفا – 2أ أو ألفا – 2ب).